# Luc Borrelli

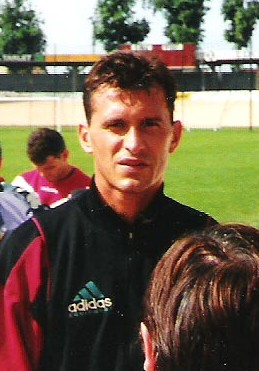

Luc Borrelli (2 juli 1965 – 3 februari 1999) was een Franse voetballer die in 1999 om het leven kwam bij een auto-ongeluk. Hij stond een groot deel van zijn carrière op doel. Hij woog 75 kilo en was 1.82 meter lang.

## Belangrijkste clubs
- ASPTT Marseille
- Sporting Toulon Var
- Paris Saint-Germain
- SM Caen
- Olympique Lyonnais

## Erelijst
- Frans landskampioen met PSG in 1994
- Coupe de France met PSG in 1995
- Coupe de la Ligue met PSG in 1995
- Kampioen van de Ligue 2 met SM Caen in 1996